# Kurotaki
Kurotaki (黒滝村, Kurotaki-mura) és un poble i municipi pertanyent al districte de Yoshino de la prefectura de Nara, a la regió de Kansai, Japó.

## Geografia
El poble de Kurotaki es troba localitzat al centre geogràfic de la prefectura de Nara i al nord de la muntanya Yoshino i de la regió homònima, formant part del grup de municipis que es troben a la serra de Kii. El terme municipal de Kurotaki limita amb els de Yoshino i Shimoichi al nord; amb Gojō i Tenkawa al sud i amb Kawakami a l'est.

## Història
Des del període Nara fins a la fi del període Tokugawa, la zona on es troba l'actual poble de Kurotaki va formar part de l'antiga província de Yamato. Després de la restauració Meiji i sota la nova llei de municipis, l'1 d'abril de 1889 es crea el poble de Minami-Yoshino, pertanyent al districte de Yoshino. L'1 de juliol de 1912, Minami-Yoshino es dissol i es divideix en dos pobles: Kurotaki i Niu. El 3 de maig de 1949, un barri del poble d'Akino, actualment Shimoichi, és integrat dins del poble de Kurotaki, adquirint així el municipi la seua actual superfície. L'any 2004 es va debatre la possibilitat d'una fusió amb el poble de Tenkawa, però les negociacions es van interrompre permanentment.

## Demografia
| 1920  | 1930  | 1940 | 1950  | 1960  | 1970  | 1980  |
| ----- | ----- | ---- | ----- | ----- | ----- | ----- |
| ND    | ND    | ND   | 3.496 | 2.978 | 2.009 | 1.788 |
| 1990  | 2000  | 2010 | 2020  | 2030  | 2040  | 2050  |
| 1.472 | 1.194 | 841  | 557   | -     | -     | -     |

## Transport

### Ferrocarril
Al terme municipal de Kurotaki no hi ha cap estació de ferrocarril. L'estació més propera és Shimoichiguchi, a la vila d'Ōyodo. Nara Kōtsu opera el servici entre Kurotaki i l'estació de Shimoichiguchi.

### Carretera
- Nacional 309
- Carreteres d'àmbit prefectural de Nara.